# Ried in der Riedmark
Ried in der Riedmark è un comune austriaco di 4 095 abitanti nel distretto di Perg, in Alta Austria; ha lo status di comune mercato (Marktgemeinde).